# Gala Dalí
Pour les articles homonymes, voir Dali.
Gala Dalí, née Elena Ivanovna Diakonova (Елена Ивановна Дьяконова) le 7 septembre 1894 à Kazan (Empire russe) et morte le 10 juin 1982 à Portlligat (Espagne), est une personnalité russe, connue pour avoir été successivement l'épouse de Paul Éluard, l'amante de Max Ernst, et finalement l'épouse et la muse de Salvador Dalí.

## Biographie
Elle a deux frères aînés, Vadim et Nicolai, et une sœur cadette, Lydia ; elle passe son enfance à Moscou, où son père meurt lorsqu’elle a onze ans. Plus tard, sa mère épouse un avocat avec lequel Gala entretient de très bons rapports et grâce auquel elle peut recevoir une bonne éducation. En 1912, elle est envoyée au sanatorium de Clavadel à Davos en Suisse pour soigner une tuberculose. Elle y retrouve l'ambiance littéraire que cultivait sa mère et pour laquelle elle gardera une passion jamais démentie. Les livres et la littérature l'accompagnèrent toute sa vie, jusqu'à tenter la rédaction d'une autobiographie publiée récemment[évasif]. Étudiante brillante, elle termine ses études au lycée féminin M.G. Brukhonenko avec une très bonne moyenne ; un décret du tsar l’autorise à exercer comme institutrice et à donner des cours à domicile.

### Paul Éluard
C'est au sanatorium de Clavadel qu'elle rencontre Paul Éluard. L'impétuosité, l'esprit de décision, la grande culture de cette jeune fille de 18 ans impressionnent le jeune Éluard d'un an son cadet qui prend avec elle son premier élan de poésie amoureuse, un élan qui se prolongera dans tous ses écrits. Ils se marient cinq ans plus tard à Paris en février 1917. Élevée dans la tradition orthodoxe, elle se convertit à cette occasion au catholicisme pour célébrer religieusement ce mariage. Une fille, Cécile, naît un an plus tard.
En octobre 1921, Éluard et Gala se rendent à Cologne (Allemagne) pour rencontrer le peintre Max Ernst. Elle pose pour lui et devient son amante tout en restant l'épouse d'Éluard. L'année suivante, Ernst vient s'installer dans la maison des Éluard à Eaubonne dans le Val-d'Oise. La relation triangulaire n'est nullement cachée.
En 1928, Éluard repart dans un sanatorium avec Gala, où ils passent leur dernier hiver ensemble. C'est à ce moment que Gala, qui était ouvertement la maîtresse de Max Ernst, rencontra Salvador Dalí et finit par quitter Paul Éluard pour le peintre.

### Salvador Dali
En 1929, Éluard et Gala rendent visite à un jeune peintre catalan, Salvador Dalí, chez lui, à Figueras. Gala a 35 ans, Dali, 25. C'est le coup de foudre réciproque. Ils se marient civilement en 1932. La célébration religieuse de ce mariage aura lieu en 1958.
Elle devient l'unique modèle féminin et le principal sujet d'inspiration du peintre, qui ne cessera de la magnifier et de la représenter comme un mythe vivant et une icône moderne. De son côté, Gala prend en main les affaires de son mari et saura les faire fructifier.

« J'astiquais Gala pour la faire briller, la rendant la plus heureuse possible, la soignant mieux encore que moi-même, car sans elle tout était fini. »

— Salvador Dalí, Dalí de Draeger, propos recueillis par Max Gérard.
Pour Gala, Dalí achète en 1968 le château de Púbol, en Catalogne, où elle est enterrée à sa mort le 10 juin 1982.

## Quelques œuvres remarquables de Salvador Dalí dans lesquelles apparaît Gala

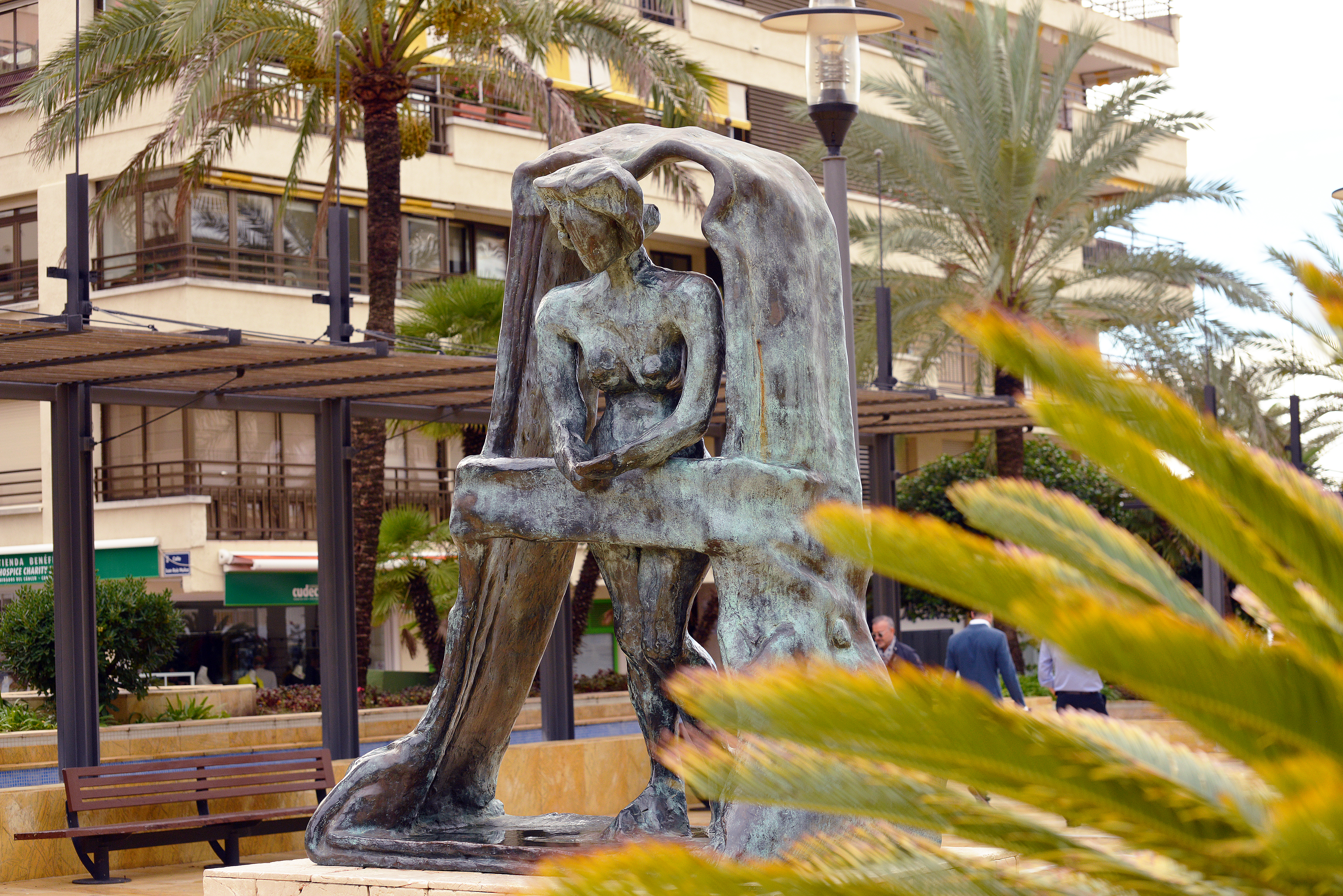
Gala à la fenêtre (Gala asomada a la ventana, sculpture de Salvador Dalí, Marbella (Espagne)).

- Métamorphose paranoïaque du visage de Gala, 1932
- Banlieue de la ville paranoïaque-critique, 1936
- Gradiva, 1938
- Galarina, 1945
- Léda atomica, 1949
- La Madone de Port-Lligat, 1950
- Galatée aux sphères, 1952
- Corpus hypercubus, 1954
- Concile œcuménique, 1960
- Gala (petite sculpture), 1972[7]
- Main de Dalí retirant la Toison d'or des yeux de Gala debout derrière le Soleil
- Gala observant la mer Méditerranée, où, si l'on recule d'environ 20 mètres, on peut voir se dessiner le portrait d'Abraham Lincoln